# Circuito Adulto Joven
El Circuito Adulto Joven es una cadena de radio de Venezuela que nace en Caracas en 1989 por iniciativa de César Messori, iniciando sus operaciones con la emisora Imagen 88.1, posteriormente se inauguraría otra estación en la región de Barlovento, Estado Miranda La FM de Barlovento en el dial 97.1; actualmente la emisora matriz en Caracas se conoce como 88.1 La emisora adulto joven.
La Dirección del Circuito Adulto Joven está a cargo de Iván Messori, Orlando Messori, César Messori y Ricardo Messori. Es propietario de Empresas Mariano.

## Disponibilidad

### Señal FM
El Circuito Adulto Joven transmite de forma analógica por radio terrestre en toda Caracas en la frecuencia 88.1 de la banda FM y en las otras 9 ciudades de Venezuela afiliadas por la banda FM.

### Señal en Línea
El Circuito Adulto Joven dispone una señal en directo a través de su página web que emite en toda Venezuela y el mundo, también está disponible a través de la app de Adulto Joven 88.1 FM para Android en Google Play.

## Frecuencias
El Circuito en la actualidad está formado por una señal matriz en Caracas y nueve emisoras aliadas:
- 88.1 MHz (Caracas) (Señal Matriz)

Emisoras aliadas:
- Sigma 105.1 MHz (Charallave) [2]
- Buenísima 103.9 MHz (Barquisimeto) [3]
- Stereo 97.9 MHz (Valencia) [4]
- Máster 97.3 MHz (Maracay) [5]
- La FM de Barlovento 97.1 MHz (Río Chico / Barlovento) [6]
- Reina 96.7 MHz (Margarita) [7]
- Fénix 94.1 MHz (Puerto La Cruz) [8]
- Turística 92.7 MHz (Ciudad Guayana) [9]
- Suite 89.1 MHz (Maracaibo) [10]

### Emisoras aliadas anteriormente
Las siete emisoras estuvieron aliadas anteriormente en el Circuito Adulto Joven, sin embargo, muchas emisoras han abandonado en dicho circuito o simplemente dejaron de emitirse, de las cuales son:
- 99.5 MHz (Puerto La Cruz)
- Concierto 96.5 MHz (El Vigía)
- Gente 89.7 MHz (Barquisimeto)
- Tigresa 100.1 MHz (El Tigre)
- Super Stereo 94.5 MHz (Coro)
- El Sonido de la Ciudad 99.5 MHz (Acarigua)
- Andina 106.3 MHz (Mérida)